# Kōkichi Kimura
Kōkichi Kimura (jap. 木村浩吉 Kimura KKōkichi kichi; ur. 12 lipca 1961 w prefekturze Aichi) – japoński trener piłkarski i piłkarz występujący na pozycji napastnika.

## Życiorys

### Kariera klubowa
Od 1985 do 1991 roku występował w japońskim klubie Nissan Motors.

### Kariera trenerska
Po zakończeniu piłkarskiej kariery pracował jako asystent trenera, dyrektor sportowy i trener w japońskim klubie Yokohama F. Marinos.
W latach 2012–2014 pracował jako trener reprezentacji Laosu.